# Frank Dunster
Bernard Francis (Frank) Dunster  (Ottawa, 24 maart 1921 - Ottawa, 8 april 1995) was een Canadees ijshockeyer. 
Dunster was tijdens de Tweede Wereldoorlog een vliegtuignavigator, vanwege zijn optreden werd hij onderscheiden met het Distinguished Flying Cross.
Dunster mocht deelnemen aan de Olympische Winterspelen 1948. Dunster speelde als aanvaller mee in alle acht de wedstrijden en trof slechts eenmaal doel. Met de Canadese ploeg won Dunster de gouden medaille.
Tijdens de fakkelestafette voor de Olympische Winterspelen 1988 in Calgary was Dunster een van de lopers in zijn woonplaats Ottawa.